# CRE Santa Cruz
CRE Santa Cruz – boliwijski klub futsalowy z siedzibą w mieście Santa Cruz, obecnie występuje w najwyższej klasie rozgrywkowej Boliwii.
W 2017 po raz kolejny wygrał mistrzostwo Boliwii.

## Sukcesy
- Mistrzostwo Boliwii: 2009, 2010, 2014, 2016, 2017
- Puchar Boliwii: ?